# Bò Charolais

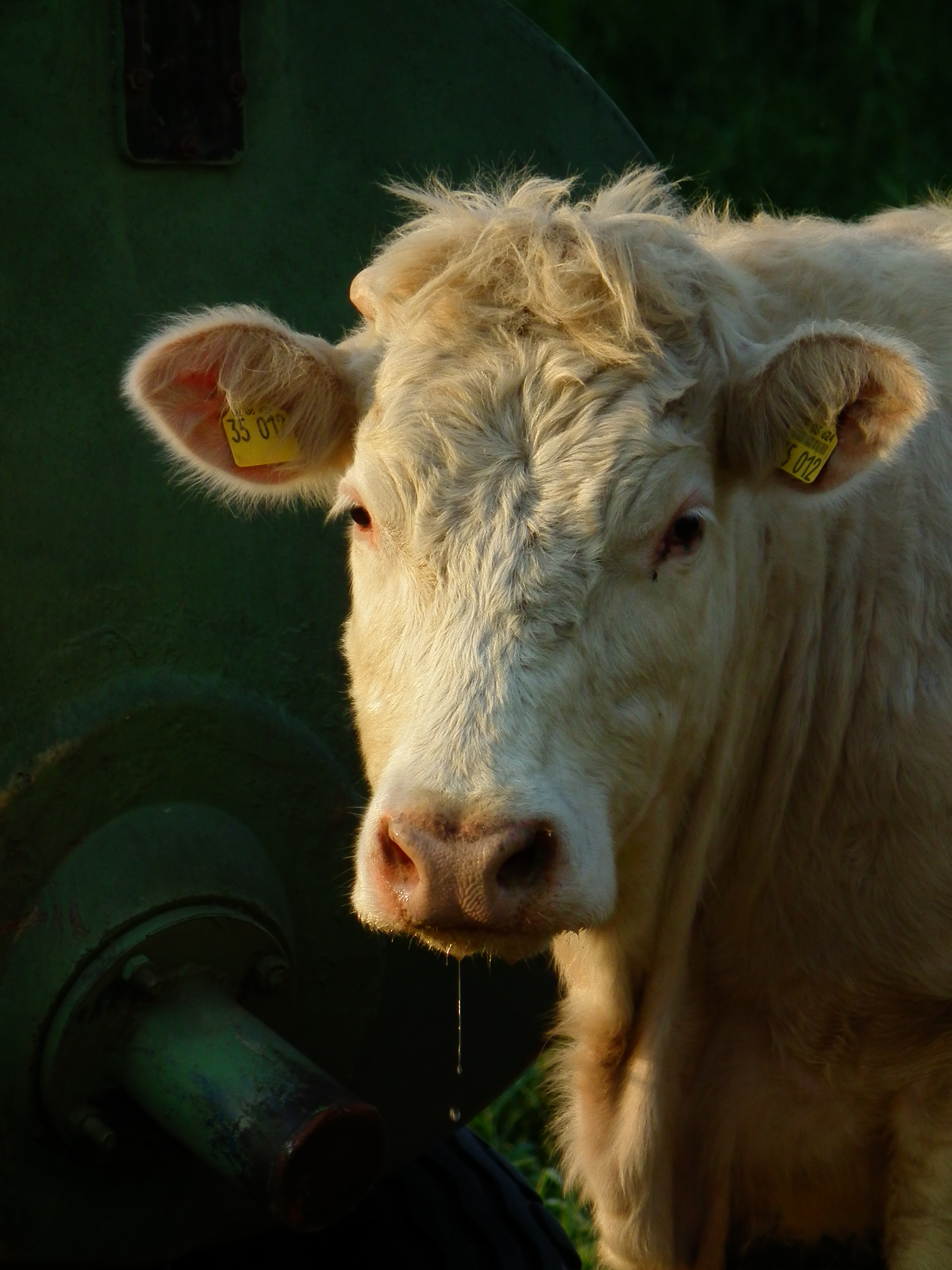
Bò charolaises

Bò Charolais là một giống bò thịt có nguồn gốc từ vùng Charolles của nước Pháp, đây là một trong số giống lâu đời, có nguồn gốc từ vùng núi hẻo lánh Jura và sau đó phát triển mạnh ở vùng Charolles, miền Trung nước Pháp.

## Đặc điểm
Bò Charolais nặng trung bình từ 900 kg đến 1.100 kg, chúng có kết cấu cơ thể cân đối, cơ bắp nổi rõ, lớn nhanh và hiệu quả sản xuất thịt bò cao. Chúng có hoặc không có sừng. Màu chủ yếu là trắng kem. Tuy nhiên cũng có con màu vàng tối. Vì giống bò này là lớn nhanh, to con, cơ bắp nổi rõ vì vậy khối lượng thịt xẻ cao.
Con đực nặng 1200-1.300kg con cái 700–800 kg, tỷ lệ thịt xẻ đạt trên 65%. Bò đực giống Charolais đạt khối lượng 800–900 kg ở 500 ngày tuổi. Bò có tính trầm, hiền lành và chịu kham khổ. Nhược điểm của bò Charolais là chất lượng thịt chưa cao như bò Angus. Bê sơ sanh có khối lượng lớn nên nhiều ca sanh khó, tỷ lệ nuôi sống của bê chưa cao.

## Kỷ lục
Con bò có kỷ lục lớn nhất hiện nay là Barnsford Ferny nặng hai tấn, tương đương một con hà mã trưởng thành, được cho là cá thể bò lớn nhất tại Anh. Nó cao hơn hai mét và nặng gần hai tấn, tương đương một con hà mã trưởng thành và gấp đôi những con bò khác. Nó được nuôi để lấy giống và đã nhân giống ra 50 con bê trong trang trại Người dân ở các nơi khác cũng đến đây để lấy giống. Ít nhất 100 con bê khác đã ra đời bằng phương pháp thụ tinh nhân tạo trong năm qua. Tại trang trại, con bò trắng này sống cùng 20 cá thể khác với chế độ ăn uống giống nhau.

## Lai tạo
Bò lai Charolaise là kết quả lai kinh tế giữa đực giống bò charolaise với bò cái lai Sind để tạo đàn bò lai F1 nuôi lấy thịt. Đây là phẩm giống năng suất và tỷ lệ thịt xẻ cao. Con lai F1 Charolais có màu lông trắng kem đến kem ánh sữa, chân thấp, mình tròn, cơ bắp nổi rõ. Lông trán dài và xoăn. Mắt trắng, viền mắt và gương mũi có màu lang hồng. Tính hiền dễ nuôi, được người dân ưa chuộng. Khối lượng bê sơ sinh 20 – 23,1 kg, 12 tháng tuổi 173 kg, lúc 24 tháng tuổi đạt 335 kg.Tăng trọng 560 g/ngày. Tỷ lệ thịt xẻ 53 – 55 %. Tỷ lệ thịt tinh 44%.